# Trogoxylon praeustum
Trogoxylon praeustum là một loài bọ cánh cứng trong họ Bostrichidae. Loài này được Erichson miêu tả khoa học năm 1847.